# Ernst Hilger (Galerist)
Ernst Hilger (* 28. Februar 1950 in Wien; † 26. Mai 2025) war ein österreichischer Galerist.

## Leben
Ernst Hilger wurde 1950 in Wien als Sohn des gleichnamigen Fernsehjournalisten Ernst Hilger (1920–2010) und dessen erster Ehefrau Katharina „Kitty“ Hilger-Oertl (1926–2016) geboren. Nach einem Studium der Betriebswirtschaftslehre der Hochschule für Welthandel Wien begann Hilger eine Tätigkeit als Kultur- und Veranstaltungsreferent. Schon neben dem Studium erfolgten Gründung und Betrieb des Folk-Clubs Atlantis. Hilger erstellte ein Konzept für den Jugendklub der Zentralsparkasse und gründete die Studentenedition edition etudiante. 1971 war er Gründungsgesellschafter der Galerie Academia/Salzburg und 1972 der Galerie Spectrum. 1974 war Hilger Mitherausgeber der ersten österreichischen Kunstzeitung der „Galerienspiegel“ gemeinsam mit Paul Kruntorad. 1976 folgte die Eröffnung der eigenen Galerie in der Dorotheergasse. 1977 war der Beginn der Verlagstätigkeit. Seither entstanden etwa 1000 Ausstellungen in und außerhalb der Galerie mit Werken von Pablo Picasso, Max Ernst, Francis Bacon, Andy Warhol, Keith Haring, Alberto Giacometti, Jean Dubuffet, Lucio Fontana, Albert Paris Gütersloh, Oskar Kokoschka, Alfred Hrdlicka, Fritz Wotruba, Hans Staudacher, Mel Ramos, Allen Jones, Erró.
Es folgte eine Beiratstätigkeit für Art Basel von 1989 bis 1993, und seit 1996 verstärkte er die Förderung junger Kunst gemeinsam mit Siemens Österreich über das Siemens_artLab. 1997 beteiligte sich Hilger an der Gründung der Internetzeitung www.artmagazine.cc gemeinsam mit Werner Rodlauer. 2003 erfolgte die Gründung des hilger contemporary sowie einer Plattform für internationale zeitgenössische Kunst mit Schwergewicht Südosteuropa. Er übernahm die Kuratorische Leitung des Projekts Austrian Art Lounge der Austrian Airlines und wirkte als Präsident des Galerieverbandes FEAGA bis 1997. Er wurde Officier des arts et lettres für Verdienste um einen Kulturaustausch mit Frankreich mit dem Ehrentitel Professor.
2008 erhielt Hilger das Goldene Ehrenzeichen für Verdienste um das Land Wien. 2009 erfolgte die Eröffnung der HilgerBROTKunsthalle. Neben seiner Galerie hat Ernst Hilger auch eine eigene Kunstsammlung aufgebaut. 400–500 Arbeiten daraus hat er an das MUSA geschenkt.
Im Jahr 2011 feierte die Galerie Ernst Hilger ihr 40-jähriges Bestehen.
Ernst Hilger starb am 26. Mai 2025 im Alter von 75 Jahren.